# Surf en los Juegos Olímpicos de París 2024
Las competiciones de surf en los Juegos Olímpicos de París 2024 se realizaron en la playa de Teahupo'o, Tahití, del 27 al 31 de julio de 2024.
Fueron disputadas dos pruebas diferentes, una masculina y una femenina.

## Clasificación
Participaron en total 48 surfistas (24 hombres y 24 mujeres) de diferentes comités olímpicos nacionales pertenecientes a la Asociación Internacional de Surf.

## Calendario
| RP | Ronda preliminar | ¼ | Cuartos de final | ½ | Semifinales | F | Finales |

| Fecha→ Prueba ↓ | 27 Sáb | 28 Dom | 29 Lun | 30 Mar | 30 Mar | 31 Mié | 31 Mié |
| Masculino       | RP     | RP     | RP     | ¼      | ½      | F      | F      |
| Femenino        | RP     | RP     | RP     | ¼      | ¼      | ½      | F      |

## Medallistas
| Evento                  | Oro                             | Plata                        | Bronce                  |
| ----------------------- | ------------------------------- | ---------------------------- | ----------------------- |
| Masculino (31 de julio) | Kauli Vaast · Francia           | Jack Robinson · Australia    | Gabriel Medina · Brasil |
| Femenino (31 de julio)  | Caroline Marks · Estados Unidos | Tatiana Weston-Webb · Brasil | Johanne Defay · Francia |

## Medallero
| Núm. | País           | Oro | Plata | Bronce | Total |
| ---- | -------------- | --- | ----- | ------ | ----- |
| 1    | Francia        | 1   | 0     | 1      | 2     |
| 2    | Estados Unidos | 1   | 0     | 0      | 1     |
| 3    | Brasil         | 0   | 1     | 1      | 2     |
| 4    | Australia      | 0   | 1     | 0      | 1     |
|      | TOTAL          | 2   | 2     | 2      | 6     |